# Voievodatul Łódź
Voievodatul Łódź (în poloneză województwo łódzkie) este o regiune administrativă în centrul Poloniei. Capitala voievodatului este orașul Łódź, al doilea oraș ca mărime din Polonia. 